# Souhvězdí Velryby
Velryba je souhvězdí na nebeském rovníku a čtvrté největší souhvězdí na obloze. Nejde o zvířetníkové souhvězdí, ale ekliptika prochází velmi blízko něj, takže občas se v něm podobně jako v souhvězdí Oriona objeví planety sluneční soustavy nebo Měsíc.

## Původ jména
Velryba (lat. Cetus) je mořský savec z řádu kytovců (lat. Cetacea), ale Kétos v řeckých mýtech označuje mořskou příšeru poslanou Poseidónem, aby sužoval Aethiopii kvůli pýše tamní královny Kassiopei na svoji krásu. Neštěstí mělo být odvráceno obětí dcery Kéfea a Kassiopei, Andromedy. Ta se ale zalíbila Perseovi a zachránil ji tím, že příšeru zabil. Podle jiné verze mořskou příšeru zabil Héraklés, aby zachránil Hésioné.
Jako mega kétos, velryba, bylo do řečtiny přeloženo také hebrejské pojmenování velké ryby (dag gadol, דג גדול), která podle biblické knihy Jonáš spolkla proroka Jonáše. Ten měl od Boha za úkol obrátit na víru obyvatele města Ninive, avšak před svým úkolem utekl na loď. Za plavby se ale strhla bouře; námořníci si mysleli, že je to kvůli cizinci na palubě a shodili ho do moře, kde jej pozřela velryba. Jonáš se pak tři dny modlil, až jej nakonec velryba na boží příkaz pustila a on šel splnit zpátky svůj úkol.

## Významné hvězdy
| Hvězda | Jméno         | Hvězdná velikost |
| ------ | ------------- | ---------------- |
| α Cet  | Menkar        | 2,54m            |
| β Cet  | Diphda        | 2,01m            |
| γ Cet  | Kaffaljidhmah | 3,47m            |
| ο Cet  | Mira          | 2m (max)         |
| τ Cet  | Tau Ceti      | 3,5m             |

## Objekty v Messierově katalogu
- M 77 – galaxie